# Chiesa di San Dalmazzo (Torino)

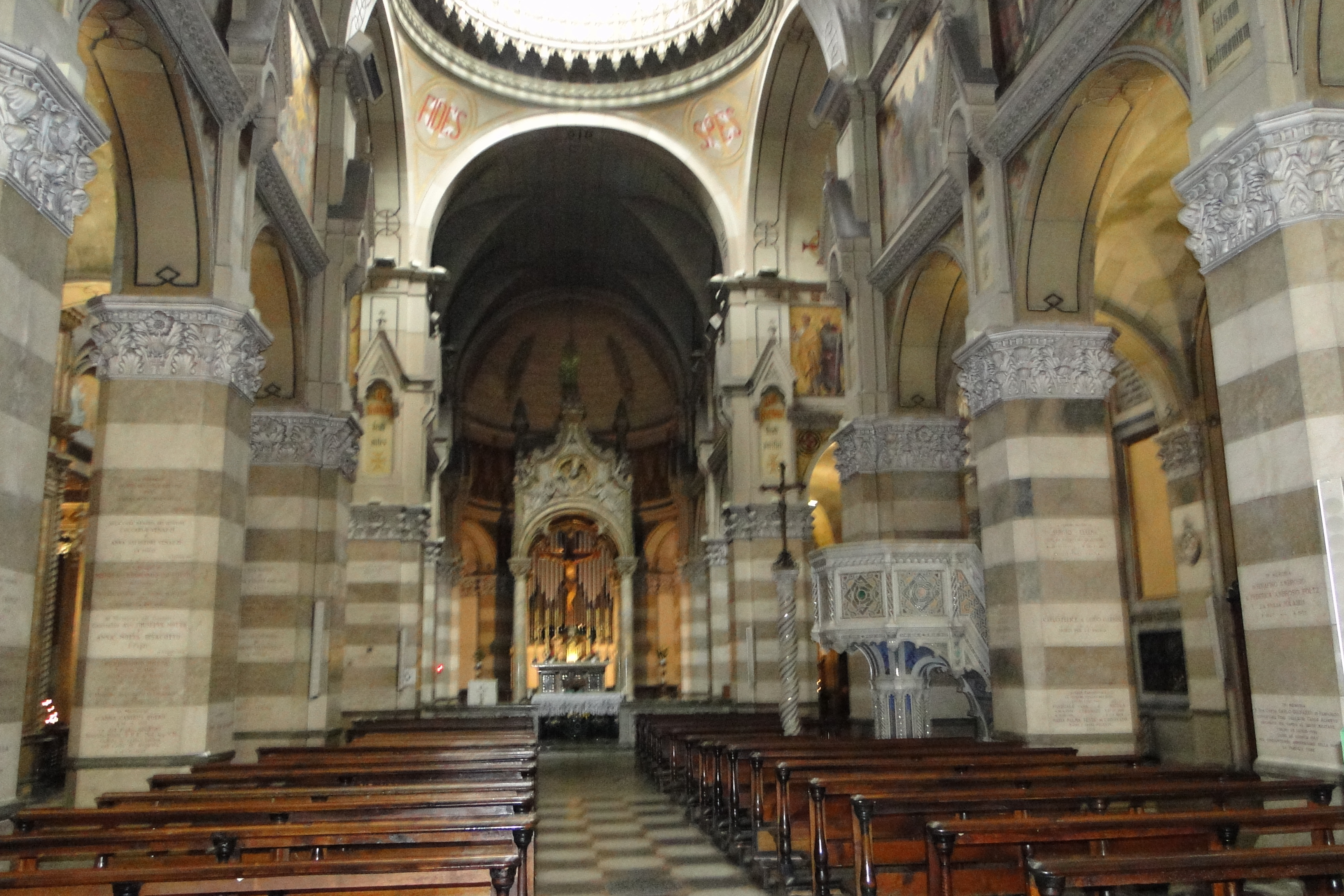
La navata centrale

La chiesa di San Dalmazzo è una chiesa di Torino, situata in via Garibaldi. Di fondazione molto antica, ha subito un primo, radicale rinnovo a partire dal 1702 e una seconda ricostruzione in stile neogotico nel 1885, che le ha conferito l'aspetto attuale. Contiene numerose e pregevoli opere d'arte, fra cui gli affreschi ottocenteschi, tele e altari del Seicento e del Settecento e un antico fonte battesimale.

## Storia
Si hanno notizie di un edificio religioso nella zona fin dall'XI secolo, già dedicato a san Dalmazzo martire e collocato proprio su quella che oggi è via Garibaldi. Nel 1271 la chiesa fu affidata ai canonici regolari di Sant'Antonio di Vienne. Nel 1530 la chiesa, che versava in cattive condizioni, venne ricostruita. Viene restaurata e abbellita nel 1580 su volere del cardinale Gerolamo della Rovere
Nel 1606 passò ai barnabiti assieme al convento attiguo. Dal maggio 2016 il rettore fu padre Emiliano Redaelli
Tra il 1629 e il 1631 venne edificata la cappella della Madonna di Loreto, a imitazione della Santa Casa trasferita dalla Terra santa a Loreto secoli prima. Nel 1702, i frati avviarono una serie di restauri generalizzati alla chiesa: la facciata venne ricostruita e l'interno ampliato.  Venne inoltre sopraelevato il campanile. Nel 1885, un intervento ancora più radicale eliminò le aggiunte precedenti e trasformò gli interni in stile neogotico, lasciando invariata la facciata. Un ultimo restauro, di tipo conservativo, si ebbe nel 1959.

## Descrizione

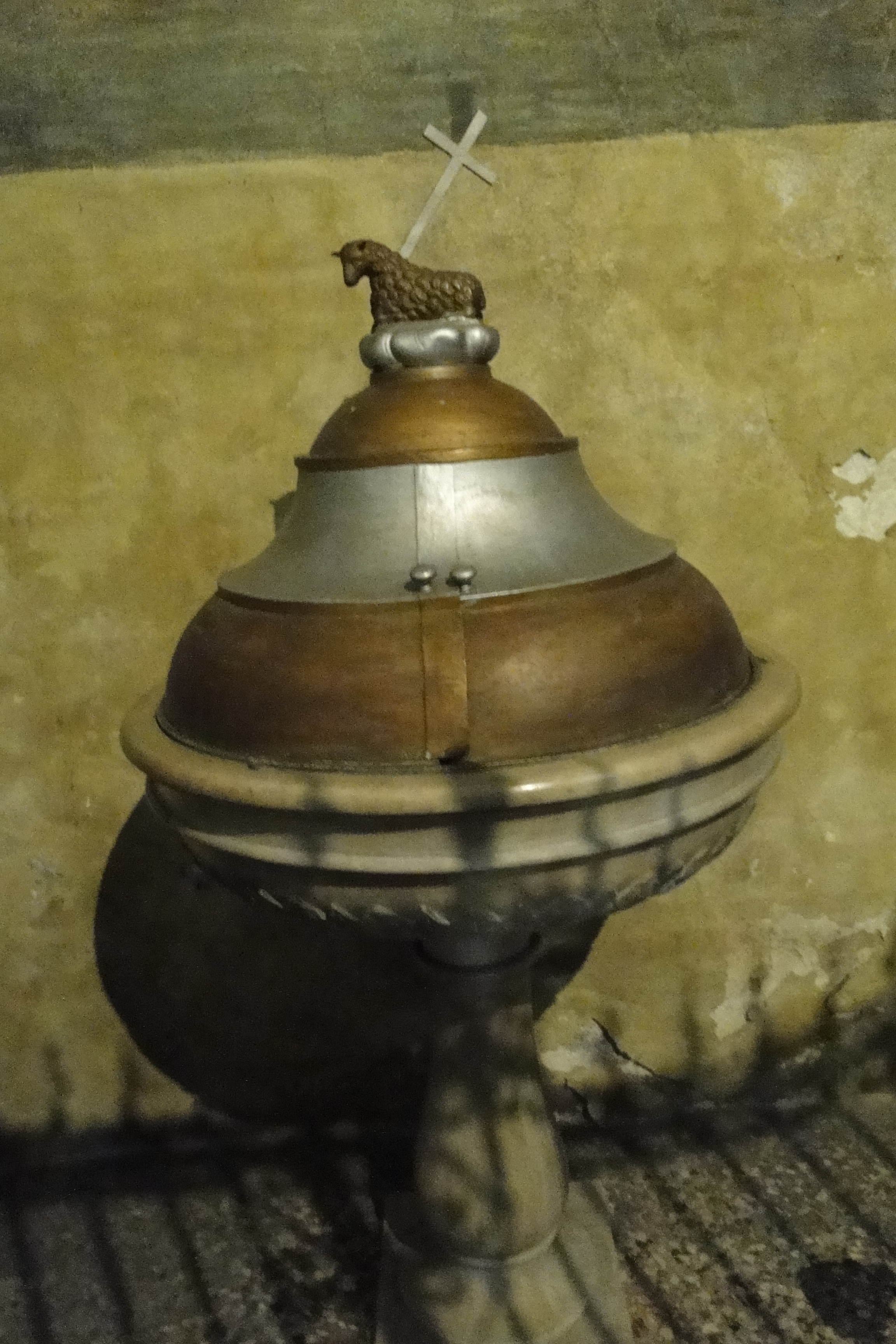
Fonte battesimale

All'esterno, la chiesa appare con la veste assunta all'inizio del Settecento, di gusto pienamente barocco: lesene di ordine corinzio, disposte su due livelli, inquadrano i finestroni che illuminano l'interno e il portale centrale. Un ultimo corpo centrale superiore, recante al centro un affresco, è coronato da un timpano semicircolare e raccordato al resto del fronte tramite volute. A sinistra, seminascosto da un palazzo affacciato sulla via, è posto il campanile.
L'interno si sviluppa su una pianta a tre navate con transetto, il tutto caratterizzato dal manto neogotico ottocentesco, rintracciabile ad esempio nelle edicole, nel pulpito, nel ciborio e nel Cero pasquale. Spetta a Enrico Reffo e alla sua scuola la decorazione delle pareti: Teorie di santi lungo la navata centrale (1895-1916), Patroni e benefattori dell'ordine dei Barnabiti (1895) nella cappella dei Santi Paolo e Zaccaria nel transetto destro e le pitture del presbiterio e nella cappella del Sacro Cuore di Gesù, nella navata sinistra. Al fondo di questa navata si ha una Deposizione di Giovanni Antonio Molineri, documentata nella chiesa dal 1636. Nella prima campata di destra si conserva invece l'antico fonte battesimale. L'affresco sovrastante è di Francesco Gonin, del 1885.